# Bridelia eranalis
Bridelia eranalis är en emblikaväxtart som beskrevs av J.Leonard. Bridelia eranalis ingår i släktet Bridelia och familjen emblikaväxter.
Artens utbredningsområde är Kongo-Kinshasa. Inga underarter finns listade i Catalogue of Life.